# Makó család
A kerekgedei Makó család egy nemesi származású család volt.

## Történetük

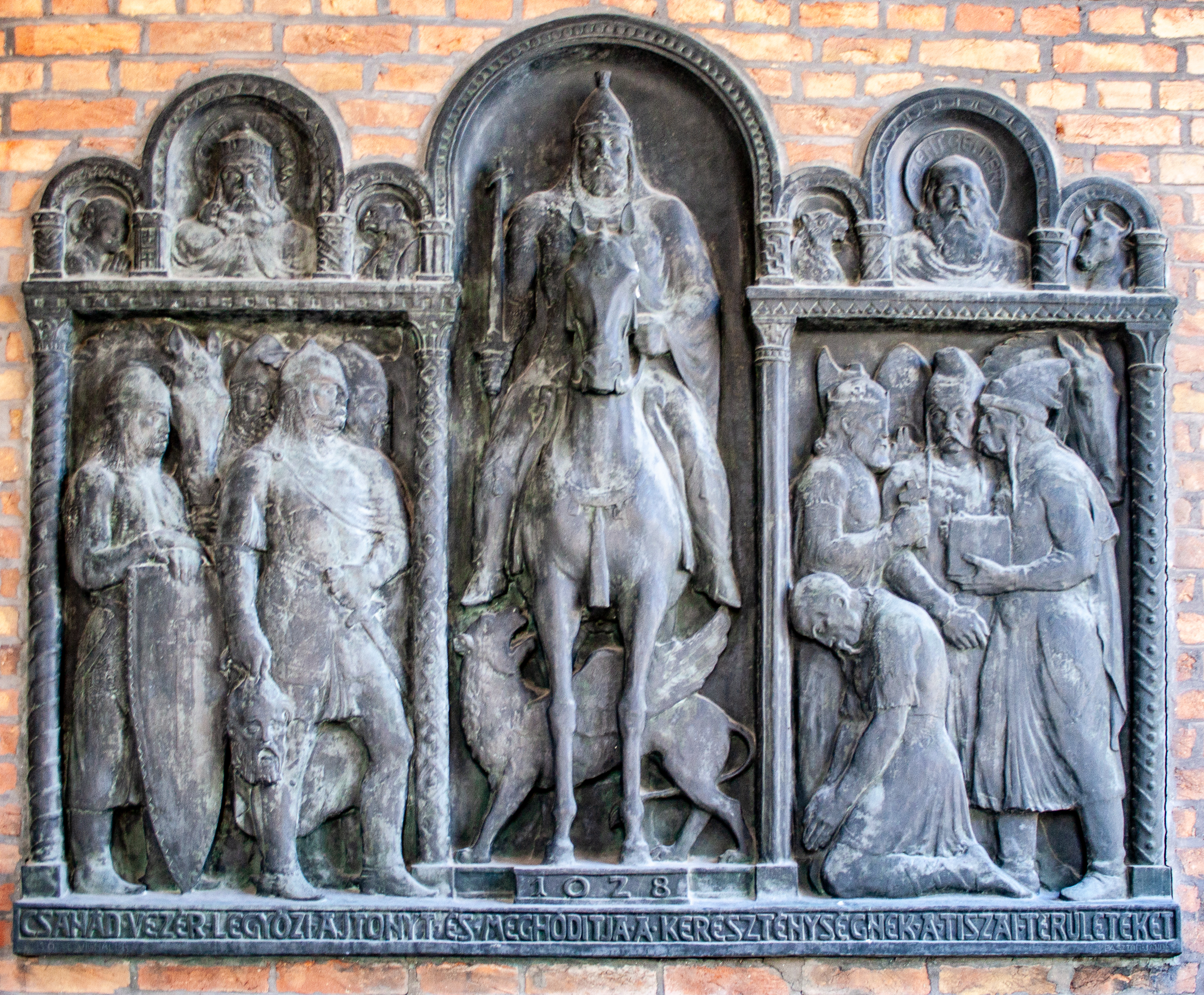
Csanád vezér domborműve a szegedi Dóm téren

A Makó család a történelmi magyar Csanád nemzetségből származik. Leszármazását a 10. század végére, Doboka fia Csanád vezérig vezeti vissza, aki 885-895 között keresztelkedett meg. Doboka ispán felesége az erdélyi Gyula vezér -Tétény vezér unokája- lánya Karold volt, így Szent István király unokatestvére, kinek édesanyja Gyula másik lánya Sarolt, Géza fejedelem felesége. 
1028-ban a nagyőszi csatában győzedelmet aratott a Dél-Magyarországot saját birtokaként kezelő, a kereszténységet visszautasító Ajtony vezér felett. Csanád vezér a győzelem után megkeresztelkedett és a király birtokokkal jutalmazta. Csanád keresztapja maga István király volt, és I. István megbízta a marosmenti egyházmegye megszervezésével, amelynek ispánja lett. Az új közigazgatási egységet róla nevezték el, így lett Csanád vármegye.

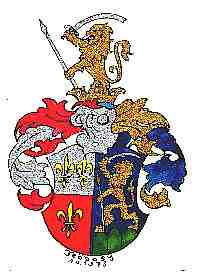
A Makó család címere

A Makó család ezen ága Bogyoszlótól származik, akinek leszármazottai dunántúli birtokosok is voltak. (Makay)
Ősi családi birtokuk Nezsider (Neusiedl am See) volt a mai Ausztria területén, onnan származott el Makó Ferenc királyi jegyző a Pozsony vármegyei Nemesszegre, aki nemességmegújító címeres levelet 1548-ban kapott I. Ferdinánd német-római császártól. A család egyéb birtokai ebben az időben Bihar illetve Pozsony vármegyékben voltak, illetve a Dél-Alföldön.
Egyik águk a Gömör vármegyei Kerekgedén szerzett birtokot, majd onnan nevezte magát. Jellemzően bajorországi nemesekkel kötöttek házasságot.
Ezen ág kiemelkedő tagai voltak:
Makó István, - Makó Albert és Torma Zsófia, 1635 - Makó Imre és Gazda Anna, - Makó Lőrinc, - Makó János és gesztétei Balajthy Dorottya. 
Ezen János a jászságba költözött és Jászapátiban alapított családot.
Makó Gergely (1698) 1759–64 között főbíró, tanácsnok és a Nádor huszárok kapitánya, felesége Sike Judit.
Makó Lőrinc  (1777) 1801-től Jászkun alkapitány, akinek beiktatásakor Habsburg József Nádor azt kérte, hogy 'a Publikumok közhasznát, és az adózó népnek boldogítását egyesített erővel és munkálkodással eszközölje'. 
A család talán leghíresebb leszármazottja az 1723-ban született Makó Pál volt, aki a 18. század jeles matematikusa, fizikusa, metafizikusa volt. 

## A család címere
Az évszázadok során több nemességmegújító címeres levelük is volt. Makó Ferenc 1578-ban sógorai körmendi Töttösy János és velencei felesége Sbardelatti Anna címerét használta. Később két alkalommal kaptak új címeres levelet, szarvas és galamb szimbólummal. Címerük Makó Boldizsár esküdt 1776. évi pecsétje alapján: kardot tartó oroszlán. Sisakdísz: két szárny közt növekvő kardot tartó oroszlán. 

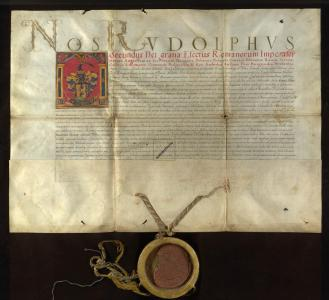
II. Rudolf kiváltságlevele

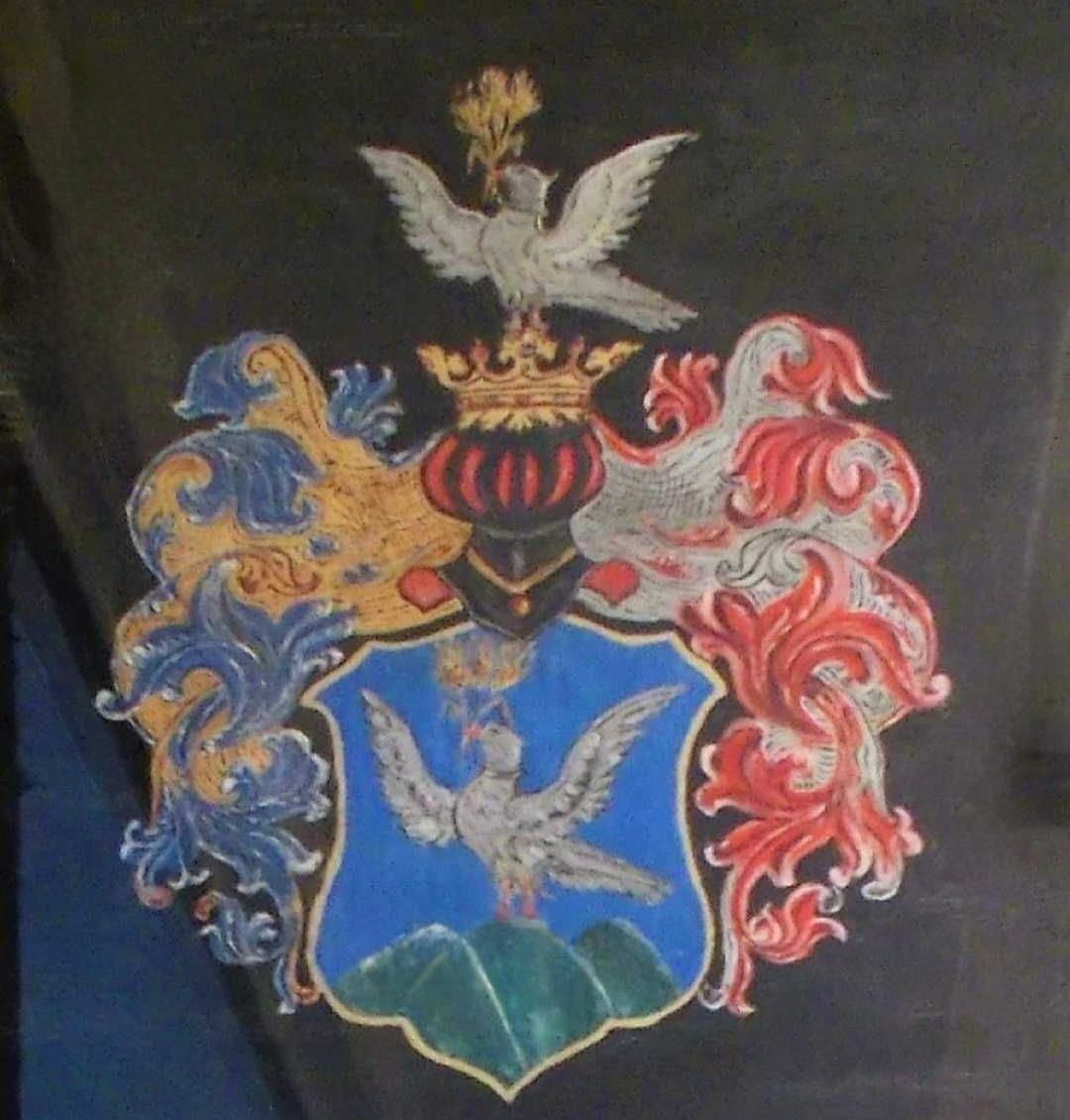
A Makó család második címere

## Ismertebb tagjai
- Makó Gergely (1698-1777) a Nádor-huszárok főkapitánya, Jászapáti főbírája.

- Makó Pál (1723-1793) matematika és fizika professzor.

- Makó Lőrinc (1739-1807) jászkapitány.

## Külső hivatkozások
- A kerekgedei Makó család családfája